# Joachim Lafosse
Pour les articles homonymes, voir Lafosse (homonymie).
Joachim Lafosse, né à Uccle le 18 janvier 1975, est un réalisateur et scénariste belge.

## Biographie
Issu de la grande bourgeoisie flamande, Joachim Lafosse poursuit des études de réalisation de 1997 à 2001 à l'Institut des arts de diffusion ; son film de fin d'études Tribu remporte plusieurs prix dont celui du meilleur court métrage au festival du film francophone de Namur en 2001.
En 2005, il participe à l’Atelier du festival de Cannes, avec son projet Révolte intime.
Ça rend heureux, récompensé du grand prix au festival Premiers Plans d'Angers 2007, est un long métrage racontant l'histoire de Fabrizio, un cinéaste au chômage qui décide de faire un nouveau film en dépit de ses maigres moyens financiers et une vie privée difficile. Ce film est en partie inspiré de l'expérience du réalisateur. En France, le film sort en salles quelques mois après son second long métrage, Nue Propriété (sélectionné en compétition à la Mostra de Venise 2006), avec Isabelle Huppert, Jérémie et Yannick Renier.

### Autre activité
Il est intervenant au Conservatoire royal de Mons.

## Analyse
Son cinéma s'intéresse à « la sphère privée et ses limites ». La traduction de ses titres de films en anglais souligne cet aspect : Folie privée (2004), Nue propriété (2006) et Élève libre (2008) sont respectivement traduits par Private Madness, Private Property et Private Lessons.

« À moi, on me donne une caméra et je filme exactement ce qu’on ne montre pas : les moments où l’on se dispute, où il y a des bagarres, des tensions. »

— Joachim Lafosse en 2010

## Accusations de harcèlement
Le 11 juin 2024, Libération publie une enquête dans laquelle plusieurs collaborateurs du cinéaste dénoncent des méthodes « pouvant relever du harcèlement moral ou sexuel,. »

## Filmographie
- 2000 : Égoïste Nature (court métrage)
- 2001 : Tribu (court métrage, 23 min)
- 2001 : Scarface (documentaire)
- 2004 : Folie privée
- 2006 : Ça rend heureux
- 2006 : Nue Propriété
- 2008 : Élève libre
- 2012 : À perdre la raison
- 2015 : Les Chevaliers blancs
- 2016 : L'Économie du couple
- 2018 : Continuer
- 2021 : Les Intranquilles
- 2023 : Un silence

## Récompenses et distinctions

### Récompenses
- 2000 : Meilleur court métrage, Festival du film francophone de Namur pour Égoïste Nature[3]
- 2001 : Meilleur court métrage, Festival du film francophone de Namur pour Tribu[3]
- 2001 : Mention spéciale, Festival du film de Locarno pour Tribu[3]
- 2001 : Prix du Président du Jury (Wim Wenders), Festival international des Films d’Écoles de Munich (en) pour Tribu[3]
- 2004 : Prix Fipresci au Festival international du film de Bratislava pour Folie privée[3]
- 2004 : Prix SACD de la meilleure œuvre audiovisuelle pour Folie privée[3]
- 2006 : Prix du Jury, Festival Premiers Plans d'Angers pour Ça rend heureux[3]
- 2006 : Prix du Public, Festival du film européen de Bruxelles pour Ça rend heureux[3]
- 2006 : Prix Signis Mention spéciale, Festival du film de Venise pour Nue Propriété[3]
- 2007 : Prix André Cavens pour Nue Propriété
- 2008 : Prix Henry Ingberg
- 2012 : Prix André Cavens pour À perdre la raison
- 2012 : Meilleure coproduction à la 3e cérémonie des Ensors pour À perdre la raison
- 2013 : Magritte du cinéma pour À perdre la raison :
  - Meilleur réalisateur
  - Meilleur film
- 2015 : Coquille d'argent du meilleur réalisateur au Festival de Saint-Sébastien pour Les Chevaliers blancs
- 2016 : Prix André Cavens pour L'Économie du couple
- 2016 : Grand Prix du Jury au Festival du film de Philadelphie pour L'Économie du couple

### Nominations
- 2006 : Meilleur film au Festival du film de La Réunion pour Nue Propriété
- 2006 : Mostra de Venise 2006 : compétition officielle pour Nue Propriété
- 2011 : Meilleur réalisateur au Magritte du cinéma pour Élève libre
- 2011 : Magritte du meilleur scénario original ou adaptation pour Élève libre
- 2012 : Meilleur film étranger au Satellite Awards pour À perdre la raison
- 2013 : César du meilleur film étranger pour À perdre la raison
- 2013 : Magritte du meilleur scénario original ou adaptation pour À perdre la raison
- 2013 : Prix Lumières du meilleur film francophone pour À perdre la raison
- 2016 : Meilleure coproduction à la 7e cérémonie des Ensors pour L'Économie du couple
- Festival de Cannes 2016 : Sélection à la Quinzaine des réalisateurs pour L'Économie du couple
- 2017 : Magritte du cinéma pour L'Économie du couple :
  - Magritte du meilleur scénario original ou adaptation
  - Magritte du meilleur film
  - Magritte du meilleur réalisateur
- 2022 : Magritte du cinéma pour Les Intranquilles
  - Magritte du meilleur scénario original ou adaptation
  - Magritte du meilleur film
  - Magritte du meilleur réalisateur

### Participations événementielles
- 2010 : Président du jury des longs métrages du 25e FIFF (Festival du film francophone de Namur)
- 2013 : Juré au Festival du film francophone d'Angoulême
- 2013 : Juré au Brussels Film Festival
- 2015 : Président du jury des courts métrages du 15e Festival international du film de Marrakech
- 2017 : Juré Un certain regard au 70e Festival de Cannes

### Presse
- « Portrait sans tabou de Joachim Lafosse », dans La Libre Belgique du 9 février 2017.

### Télévision
- Luc Jabon, Au-delà des mots, le cinéma de Joachim Lafosse (documentaire), RTBF, 60 min, 2016 (voir article ci-dessus).